# جعفر أباد السفلى (باغستان)
جعفر أباد السفلى (بالفارسية: جعفرآباد سفلی) هي قرية تقع في إيران في Baghestan Rural District. يقدر عدد سكانها بـ 156 نسمة .